# Indžera
Indžera (amharsko እንጀራ, latinizirano: ənǧära, [ɨndʒəra]; tigrinjsko ጣይታ, latinizirano: ṭayta; oromsko budeena) je kislo fermentirano palačinkasto pecivo z rahlo gobasto strukturo, tradicionalno narejeno iz tef moke. V Etiopiji in Eritreji je indžera glavna jed. Je osrednjega pomena za obedovanje v skupnosti Amhara, tako kot kruh ali riž drugje in je običajno shranjena v košari imenovani mesob.

## Sestavine
Tradicionalno je indžera narejena samo iz dveh sestavin: tef moke in vode. Tef moka je zmleta iz zrn Eragrostis tef, znane tudi kot tef, žitne kulture iz Etiopskega višavja. Pridelava tefa je omejena na določene srednje višine z zadostnimi padavinami in je pridelek z nizkim donosom, zato je razmeroma drag za povprečno kmečko gospodinjstvo. Številni kmetje v Etiopskem višavju pridelujejo lastna žita, zato se namesto vsebnosti tefa včasih uporablja pšenična, ječmenova, koruzna ali riževa moka. Semena tef so razvrščena glede na barvo in se uporabljajo za izdelavo različnih vrst indžere: neč (bela), kej ali kuej (rdeča) in sergegna (mešana). Ko tef ni na voljo, se indžera naredi s fermentacijo različnih žit, vključno z ječmenom, prosom in sirkom. Tef pa je prednostno žito za izdelavo indžere, predvsem zaradi svojih senzoričnih lastnosti (barva, vonj, okus). Tef moka je brez glutena.

## Priprava
Za pripravo indžere tef moko zmešamo z vodo. Postopek fermentacije se začne z dodajanjem eršoja, bistre, rumene tekočine, ki se nabira na površini testa iz tef moke pri fermentaciji in je zbrana iz prejšnjih fermentacij. Aerobna mikrobna flora eršoja vsebuje spore vrste Bacillus (ne morejo rasti pri nizkem pH 3,5) in več kvasovk (po številčnosti): Candida milleri, Rhodotorula mucilaginosa, Kluyveromyces marxianus, Pichia naganishii in Debaromyces hansenii. Mešanico nato pustimo povprečno dva do tri dni fermentirati, kar ji daje rahlo kiselkast okus.

## Izdelava

### Način pečenja
Metoda peke indžere se je od njenega nastanka malo spremenila. Tradicionalno se moka zmeša z vodo in fermentira. Pečemo jo tako, da zmes zlijemo na veliko okroglo mrežo, imenovano mitad.
Indžera se peče na velike, ploščate in okrogle kose. Viskoznost testa omogoča, da ga vlijemo na površino za peko in ne razvaljamo.
Po obliki se indžera primerja s francoskim crêpeom in indijsko doso kot somun, ki se peče v krogu in se uporablja kot osnova za drugo hrano. Po okusu in teksturi je bolj podoben južnoindijskemu appamu. Spodnja površina indžere, ki se dotika grelne površine, ima razmeroma gladko teksturo, zgornja pa je porozna. Zaradi te porozne strukture je indžera dobra za zajemanje omak in jedi.

### Površina za peko
Pečemo na okrogli podlagi - bodisi veliki črni glineni plošči nad ognjem ali specializiranem električnem štedilniku. Rešetka je znana kot mitad (ምጣድ) (v amharščini) ali mogogo (ሞጎጎ) (v tigrinji). Mitade so našli na arheoloških najdiščih iz leta 600 našega štetja. Dandanes mitade niso več vedno narejene iz gline in so lahko tudi električne.
Tradicionalne glinene peči so lahko neučinkovite, saj porabijo velike količine drv in proizvedejo veliko dima, kar povzroča onesnaženje gospodinjstev, zaradi česar so nevarne za uporabo v bližini otrok. Leta 2003 je eritrejska raziskovalna skupina zasnovala štedilnik za kuhanje indžere in drugih živil, ki uporablja lažje dostopno gorivo, kot so vejice namesto velikih vej, ostanki pridelka in gnoj, lokalno imenovan kubet. Več delov te nove peči je izdelanih v osrednjih mestih Etiopije in Eritreje, medtem ko druge dele iz gline oblikujejo ženske v lokalnih območjih.
Številne ženske v mestnih območjih - zlasti tiste, ki živijo zunaj Etiopije in Eritreje - zdaj uporabljajo električne štedilnike indžera, ki so na vrhu z veliko kovinsko ploščo, ali preprosto ponve proti prijemanju.

## Poraba in sodobna raba
V Etiopiji in Eritreji na indžero postrežejo različne enolončnice, solate (med etiopskim pravoslavnim postom, pri katerem se verniki vzdržijo večine živalskih proizvodov) in več indžere (imenovane indžera firfir). Z roko (tradicionalno le z desno) natrgamo majhne koščke indžere in z njimi primemo hrano za uživanje. Indžera pod temi enolončnicami se navzame sokov in okusov jedi, po koncu pa se ta kruh tudi zaužije. Indžera je torej hkrati hrana, jedilni pribor in krožnik. Ko zmanjka ves kos indžere, je jedi konec.
V Etiopiji in Eritreji se indžera dnevno uživa v skoraj vsakem gospodinjstvu. Zunaj Etiopije in Eritreje jo je mogoče najti v trgovinah z živili in restavracijah, specializiranih za etiopsko in eritrejsko kuhinjo.
Indžera je najpomembnejša sestavina hrane v Etiopiji in Eritreji. Pogosto je hkrati servirni krožnik in pripomoček za obrok. Obilne enolončnice, kot je vat, se položijo na vrh kruha, nato pa se obrok zaužije tako, da se odtrgajo koščki indžere in poberejo jedi. Medtem ko se dobesedna uporaba indžere kot osnove in jedi katerega koli etiopskega in eritrejskega obroka od njenega nastanka ni spremenila, se je spremenila njena simbolna vrednost. Različne sorte indžere je mogoče najti v visokogorju v primerjavi z nižinami Etiopije. V nižinah se pogosto pripravlja s sirkom, v visokogorju pa je bolj pogosto z ječmenom. Kakor koli že, kadar je narejena s čim drugim kot s tefo, se je njena simbolna vrednost že zmanjša v primerjavi s simbolno vrednostjo indžere, narejene s tefo. Tudi pri vrstah tef obstajajo razlike v simbolni vrednosti. Belozrnati tef je dražji za nakup in zato simbolizira višji status kot njegov cenejši dvojnik, rdečezrnati tef.

## Zunaj Etiopije in Eritreje
Podobne različice indžere obstajajo tudi v drugih afriških državah in sicer v Sudanu in Čadu. Različica, ki jo jedo v Južnem Sudanu, Sudanu in Čadu, je znana kot kisra. V Izraelu je vse bolj priljubljena zaradi priseljevanja etiopskih Judov.

### Združene države
Indžera je postala pogostejša v Združenih državah med skokovitim porastom etiopskega priseljevanja v 1980-ih in 1990-ih, predvsem zaradi zakona o beguncih, sprejetega leta 1980. Tef moko zdaj proizvaja Teff Company v Idahu v ZDA, zaradi česar je tef bolj dostopen izseljenim Etiopcem. V Ameriki ga pogosto kuhajo na aluminijastem Bethany Heritage Grill.